# 黑尾啸鹟
黑尾啸鹟（学名：Pachycephala melanura），是啸鹟科啸鹟属的一种，为澳大利亚的特有种。该物种的保护状况被评为无危。
黑尾啸鹟的平均体重约为22.9克。栖息地包括亚热带或热带的（低地）湿润疏灌丛、淡水潟湖、亚热带或热带的（低地）干燥疏灌丛、亚热带或热带的湿润低地林、亚热带或热带的旱林、盐沼、亚热带或热带严重退化的前森林和亚热带或热带的红树林。